# Filipovice (Bělá pod Pradědem)
Filipovice (niem. Philippsdorf, Philipsdorf)) – wieś, część gminy Bělá pod Pradědem, położona w kraju ołomunieckim, w powiecie Jesionik, w Czechach.

## Turystyka
W miejscowości Filipovice jest hotel: „Stará pošta” oraz liczne pensjonaty: „Esty”, „Filipovice”, „Mazánková”, „Pepova Bouda”, „Urban”, „U Rychlých” i „Vyhlídka Filipovice”.
Z miejscowości prowadzą dwa szlaki turystyczne na trasach:
  Filipovice – góra Šumný – przełęcz Sedlo pod Keprníkem – góra Šerák – góra Obří skály – góra Sněhulák – Lipová-lázně;
  Filipovice – Jeřáb – źródło Mariin pramen – góra Velký Klín – przełęcz Červenohorské sedlo – Kouty nad Desnou – dolina potoku Hučivá Desná – przełęcz Sedlo pod Vřesovkou – Kamenne okno – góra Červená hora – Bílý sloup.
Na stoku góry Točník znajdują się następujące trasy narciarstwa zjazdowego: 
| Główne trasy narciarstwa zjazdowego z wyciągami z góry Točník |                    |                 |                     |                               |                   |
| L.p.                                                          | Trasa i oznaczenie | Długość trasy m | Różnica wysokości m | Rodzaj wyciągu                | Długość wyciągu m |
| 1                                                             | 1, (1a)            | 470, (850)      | 108, (197)          | orczykowy lub (2-krzesełkowy) | 430 (834)         |
| 2                                                             | 3, (3a)            | 550, (930)      | 108, (197)          | orczykowy lub (2-krzesełkowy) | 430 (834)         |
| 3                                                             | 2                  | 210             | 53                  | orczykowy                     | 200               |
| 4                                                             | 4                  | 230             | 47                  | orczykowy                     | 210               |

Z Filipovic biegną również trzy trasy narciarstwa biegowego:
 Filipovice – góra Šumný;
 Filipovice – Bělá pod Pradědem – Adolfovice – góra Bukovický vrch - Jesionik;
 Filipovice – Jeřáb – źródło Mariin pramen – góra Velký Klín – Pod Velkým Klínem – góra Velký Klín-JZ – góra Velký Klínovec – przełęcz Červenohorské sedlo.